# 汤钦飞
汤钦飞（1967年2月—），男，汉族，河南新县人，中华人民共和国政治人物。现任北京市东城区政协党组书记、主席。